# Lamharza Essahel
Lamharza Essahel  (in arabo لمهارزة الساحل‎?) è un centro abitato e comune rurale del Marocco situato nella provincia di El Jadida, regione di Casablanca-Settat. Conta una popolazione di 17 766 abitanti (censimento 2014).